# Kammersprengung
Bei der Kammersprengung handelt es sich um ein Sprengverfahren, wo eine berechnete Menge Sprengstoff in eine dafür vorgesehene Kammer durch Schächte oder Stollen eingebracht und zur Detonation gebracht wird.

## Kammersprengung im gewerblichen Bereich

### Kammersprengen
Kammersprengen ist ein Sprengverfahren, wo eine berechnete Menge Sprengstoff in eine dafür vorgesehene Kammer durch Schächte oder Stollen eingebracht und gezündet wird. Mit diesen Sprengungen wird eine größtmögliche Gewinnungsausbeute erzielt. Die Gewinnung von Werksteinen in Werksteinbrüchen und auch von Schottermaterial oder bindigen Erdstoffen ist beim Abbau in Steinbrüchen effektiv. Dabei wird die Abbauhöhe auf 30 Meter eingeschränkt, um die allgemeine Sicherheit gewährleisten zu können. Das dazu von dem geschulten Fachpersonal genau berechnete Kammersprengverfahren kommt dabei im Allgemeinen zur Anwendung. Die dazu erforderlichen Kammern und Schächte oder Stollen werden meistens bergmännisch horizontal oder vertikal in den Fels getrieben. Der Zugangsstollen sollte in den Maßen 1,60 Meter mal 1,00 Meter ebenfalls vorgetrieben werden. Man unterscheidet nach Einkammer- und Mehrkammersprenganlagen. Zu beachten sind die bei Kammersprengungen größeren Erschütterungen als bei anderen Sprengverfahren wie zum Beispiel Großbohrlochsprengungen.

### Besonderheiten

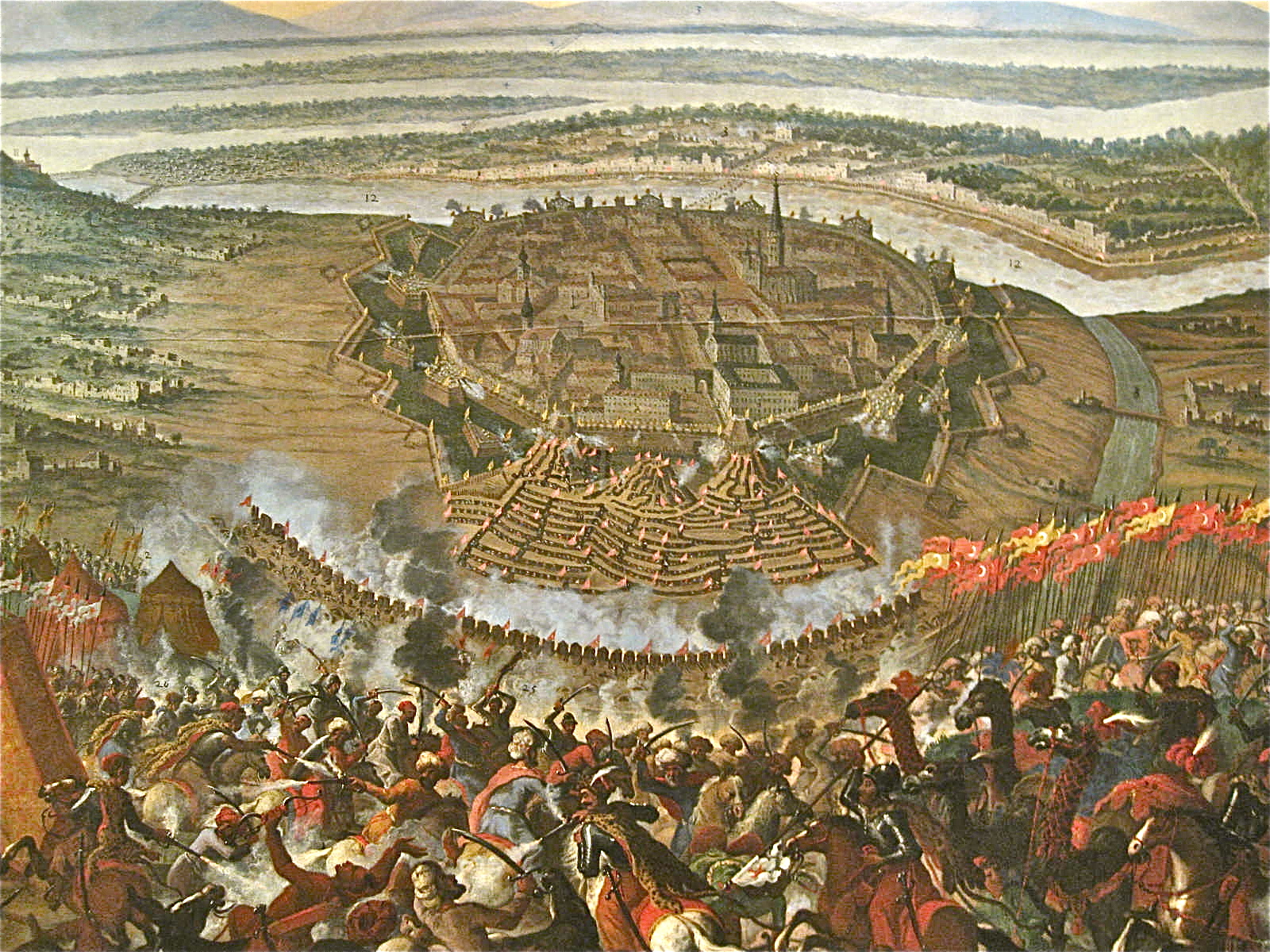
Die türkische Belagerung von Wien 1529

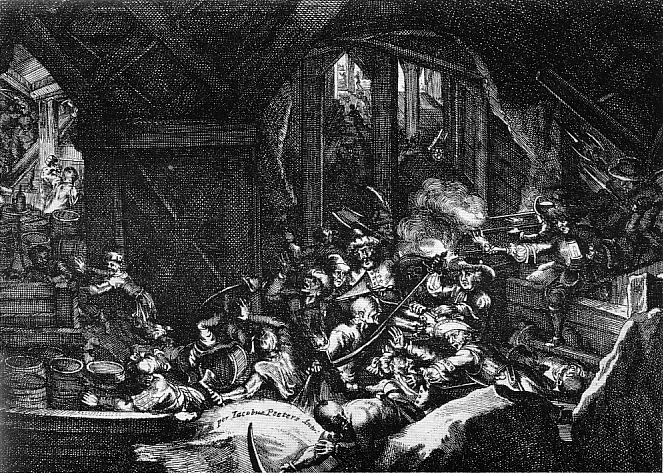
Angriff der Wiener auf eine Mine unter der Burgbastei (Kupferstich von Jacobus Peeters)

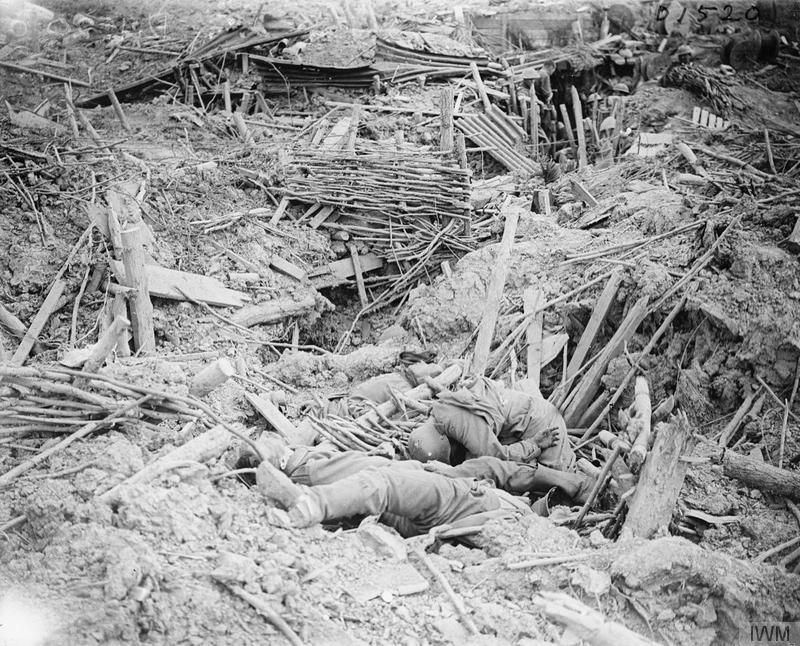
Britische Truppen in einem erbeuteten, von der britischen Bombardierung schwer getroffenen deutschen Graben auf Messines Ridge

Erster Weltkrieg: Minenschacht vor der Sprengung bei Bassecourt

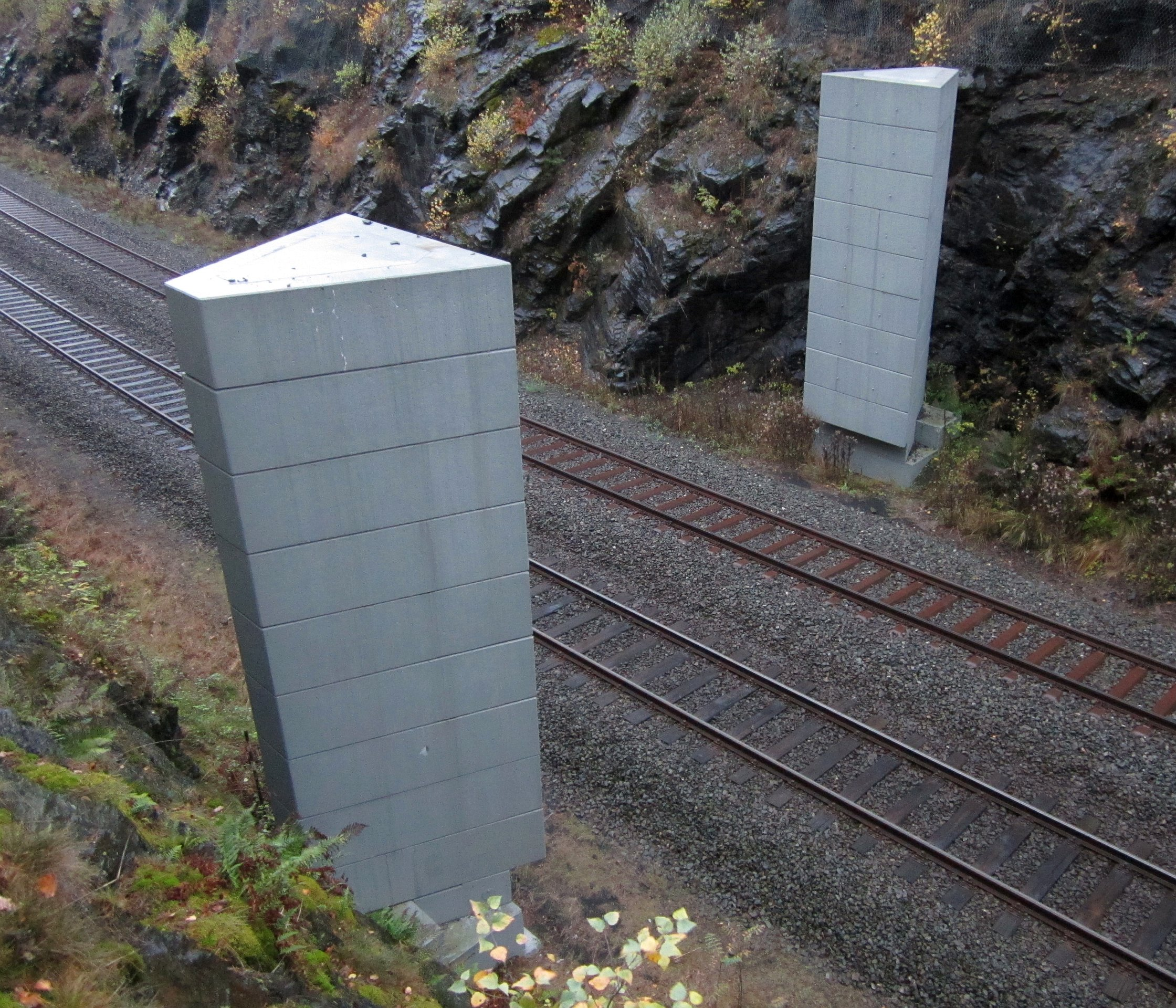
Eisenbahnstrecke Schiefe Ebene, Fallkörpersperre KU 0061

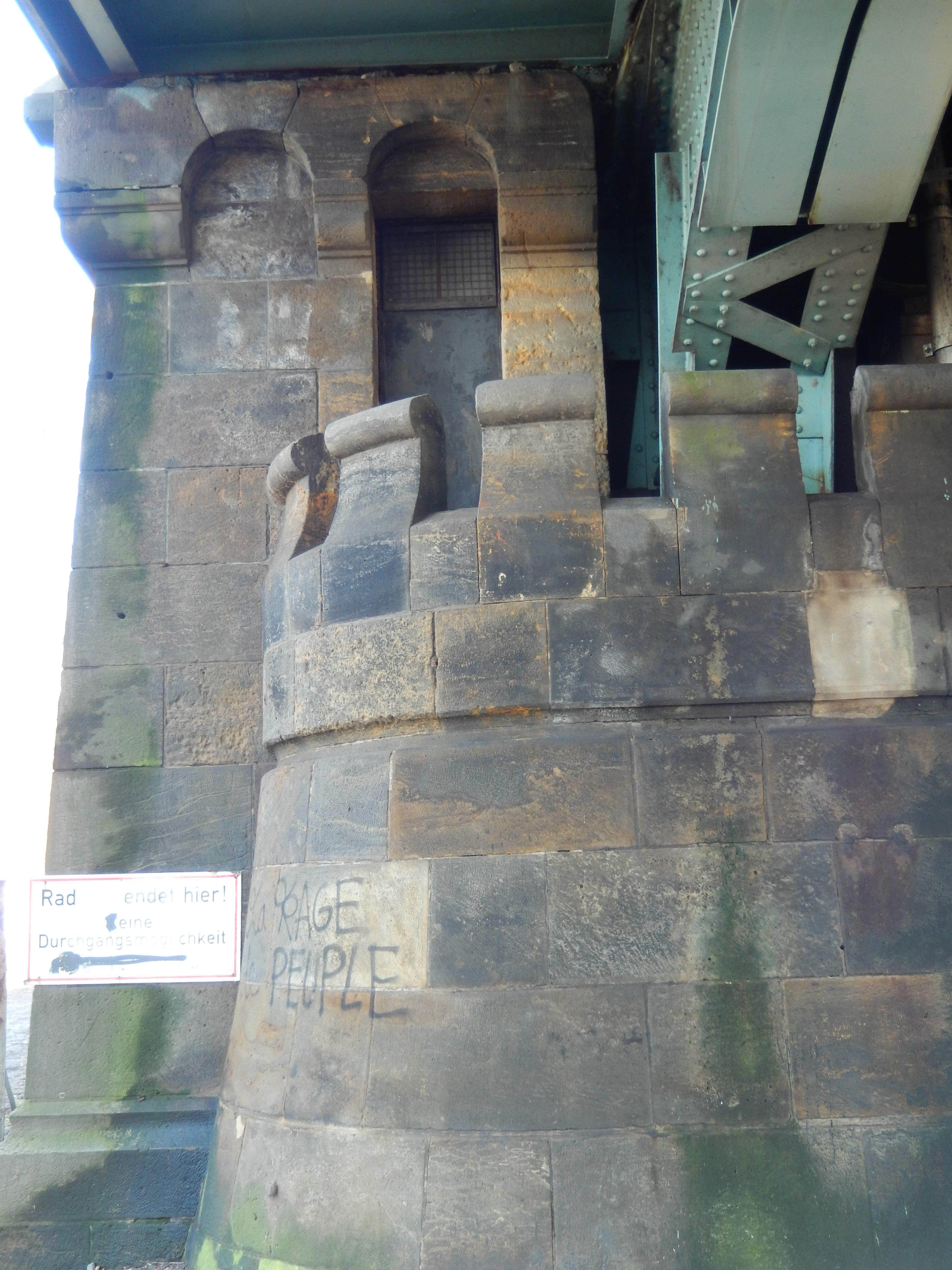
Dresden: Zugang zu den Sprengkammern unter der Brücke Blaues Wunder, Neustädter Seite

Ein vorgelagerter Böschungsfuß sollte vorher beseitigt werden, da sonst ein gleichmäßiger Auswurf der Gewinnungsmassen beeinträchtigt wird. Es werden große Ladungen Sprengstoff in die Kammer(n) eingebracht. Die besondere Beachtung für die Bruchwandneigung ist für eine erfolgreiche Sprengung maßgebend und sollte über 70° betragen. Bei Mehrkammeranlagen ist auf den besonderen Abstand zueinander zu achten, um ein Überschneiden der Wirkungskreise effektiv zu gestalten. Das Zündverfahren bei Kammersprengungen erfolgt nur durch das Zünden mit Sprengschnur und Sprengzünder. Zum Abbau von sehr spröden und harten Gestein, wie Granit, Diabas, Porphyr, Gneis, Melaphyr und Basalt ist das Kammersprengen bestens geeignet. Ebenso für die Gewinnung von bindigen Erdstoffen und Kalksteinbrüche.

### Sicherheit
Bei den Kammersprengungen gelten besondere Sicherheitsbestimmungen und Berechnungsformeln. Man unterscheidet in L-förmige Stollenanlagen und T-förmige. Dabei sind die Druckfestigkeit und der Festigkeitswert des zu sprengenden Materials sehr entscheidend. Eine Kammersprengung darf ausdrücklich nur von ausgebildeten und geschulten Sprengberechtigten (Verantwortlicher Leiter) durchgeführt werden. Dieser muss im Besitz einer Sprengerlaubnis oder Berechtigungsscheines sein. Außerdem ist diese Art der Sprengung zusätzlich der Berufsgenossenschaft genehmigungspflichtig anzuzeigen. Das Kammersprengverfahren findet in der Bundesrepublik seit dem Jahr 1980 betreffs der erhöhten Erschütterungen kaum noch Anwendung.

## Kammersprengung im militärischen Bereich

### Geschichtliche Entwicklung
Um Schutzmauern oder Verteidigungsbauwerke zu zerstören, um somit die Wirkung dieser Bastionen zu nehmen, wurden diese untergraben oder unterhöhlt. Danach wurden die aus Holz bestehenden Stollenabstützungen mit Feuer verbrannt, was zu deren Einsturz führte. Dies hatte zur Folge, dass das entsprechende Mauerwerk zusammenfiel oder zumindest stark beschädigt wurde. Die Pioniersoldaten wurden einst wie im Bergbau „Mineure“ genannt. Die angelegten Räume nannte man Minenkammern beziehungsweise Minen, später Sprengkammern. Überlieferungen von Minengräben sind bereits den Römern, die Fidenae um 664 vor Christus und später von Veji um 393 vor Christus belegt. Eine ähnliche Taktik wurde von den Mongolen an der Chinesischen Mauer angewandt. Diese benutzten das um 1044 erfundene Schwarzpulver, um so die Verteidigungswerke auseinander zu sprengen.

### 1600 bis 1900
Besonders bei der Belagerung der Osmanen von Wien im Jahr 1529 und im Jahr 1683 kamen mehrere Minensprengungen zur Anwendung. Spektakulär dabei war, als am 3. September 1683 beim Minieren und Kontraminieren die Osmanen und Wiener aufeinander stießen und sich heftige Kämpfe im Stollen lieferten. Mit der rasanten Entwicklung von Technik und Fortschritt bestand um 1900 die Gefahr, bei kriegerischen Auseinandersetzungen dem Gegner die Nutzung von eigenen Verkehrseinrichtungen, Eisenbahnanlagen, Brücken und Tunnel zu überlassen. Das zu verhindern, zwang die Techniker und Ingenieure, bei Planungen Minen- beziehungsweise Sprengkammern in wichtigen tragfähigen Bauteilen vorzusehen. So waren in den um diese Zeit errichteten Bauwerken die entsprechenden Räumlichkeiten vorhanden und wurden von beiden Seiten genutzt. An vielen Brücken sind mit wachsamem Blick die Reste noch zu erkennen. Bei Brücken wurden die Ankerkammern der Widerlager gleichfalls als Sprengkammer genutzt. Bei größeren Brückenbauwerken befand sich eine begehbare Galerie unter den Brückenfeldern, somit konnten auch an den Pfeilern Sprengladungen angebracht werden.

### Erster Weltkrieg
Zu einer besonderen Taktik entwickelte sich der Minenkrieg beim Stellungskampf im Ersten Weltkrieg. Vornehmlich gruben die Alliierten Stollen unter das Grabensystem des Gegners (Deutschland) und hatten mit den Sprengungen am 7. Juni 1917 in der Schlacht bei Messines ihren Höhepunkt. Ein trauriges spätes Nachspiel ereignete sich in Messines am 17. Juni 1955, als durch einen Blitzschlag oder statische elektrische Aufladung eine Explosion ausgelöst wurde. Es entstand dabei ein Explosionskrater von circa 60 Meter Durchmesser und 20 Meter Tiefe. Offenbar wurden damals im Krieg nicht alle Minen gezündet. Aber auch im Alpenkrieg zwischen Italien und Österreich-Ungarn wurden ganze Bergkuppen abgesprengt, um sich Vorteile im Kriegsverlauf zu sichern. Der 2462 Meter hohe Gipfel Col di Lana, der in der Fanesgruppe gelegene Teil der Dolomiten, verlor seine Bergkuppe. Die italienischen Mineure hatten Stollen angelegt, und in der Nacht am 17. April 1916 erfolgte die Sprengung. Die Österreicher konnten sich allerdings in Sicherheit bringen.

### Zweiter Weltkrieg
In der Folgezeit wandelten sich die Aufgaben der Mineure; sie mussten nicht mehr Stollen zum Gegner anlegen. Es entwickelte sich die Waffengattung Pioniere. Sie hatten die allgemeine Aufgabe, die eigenen Bewegungsabläufe zu sichern und zu fördern, andererseits die Bewegungsabläufe des Gegners aufzuhalten und zu behindern. Das spiegelt sich besonders im Zweiten Weltkrieg wider, als beim Vormarsch der Wehrmacht durch Selbstzerstörung wichtige Gleisanlagen, Brücken und Tunnel gesprengt wurden, um die Deutschen aufzuhalten. Stalin ließ zum Beispiel alles Verwertbare ins russische Hinterland nach Osten transportieren und mit dem Fackelmänner-Befehl alle Unterkünfte im Kampfgebiet durch Feuer vernichten, damit sie von den Deutschen nicht genutzt werden konnten. Beim Rückzug der Wehrmacht hinterließ diese ebenfalls ein Trümmerfeld, sogenannte verbrannte Erde.

### Nach 1945
Beidseitig entstanden in Deutschland in der Phase des Kalten Krieges bis in die 80er Jahre weitere Sperren und hemmende Anlagen, um die Bewegungen und das Eindringen eines Feindes zu erschweren und zu behindern. Das Berufsbild bei der Bundeswehr hieß Wallmeister. Dabei waren die Möglichkeiten sehr vielfältig und betrafen alle Bereiche des öffentlichen Lebens. Als vorbereitete Sperren kamen Sprengkammern, Fallsperren, Sprengschächte, Sprengröhren, Sprengstofffallen, Steckträgersperren und Hubsperren zur getarnten Anwendung. Bei einigen Sperranlagen mit Sprengkammer befanden sich zusätzlich Beobachtungsbunker und Schießbunker mit Schussfeldöffnungen.
Im Ernstfall wären die Sperren von einem Zündkommando einer Pioniereinheit auf Befehl ausgelöst worden. Dazu gehörten weitere militärische Einheiten, um den eingedrungenen Gegner zu bekämpfen oder zu vernichten.
Ab dem Jahr 1990 wurden keine weiteren Sperrvorrichtungen errichtet, und die meisten wurden in den 1990er Jahren rück- oder abgebaut. Im Rahmen von Erhaltungsmaßnahmen oder Instandhaltungsvorhaben an Gebäuden, Gleisanlagen, Brücken, Tunneln und Straßen werden die Anlagen demontiert und verschlossen. Ob in Deutschland die Sprengkammern, Sprengschächte, Sprengröhren und weitere mit Sprengladungen versehen waren, ist nicht belegbar. Ebenso ist der Einsatz von atomaren Minen oder Sprengkörpern nicht genau belegbar.